# Paraxenos auripedis
Paraxenos auripedis är en insektsart som först beskrevs av Pierce 1911.  Paraxenos auripedis ingår i släktet Paraxenos och familjen stekelvridvingar. Inga underarter finns listade i Catalogue of Life.